# My Chemical Romance
My Chemical Romance (МФА: [maɪ ˈkɛmɪkᵊl rəʊˈmæns], с англ. — Мой химический романс, разг. Кемы) — американская рок-группа, основанная в конце 2001 года в Ньюарке, Нью-Джерси. В её состав вошли: Джерард Уэй (вокал), Майки Уэй (бас-гитара), Фрэнк Айеро (ритм-гитара, бэк-вокал) и Рэй Торо (соло-гитара, бэк-вокал). Основанная Джерардом, Майки, Торо и Мэттом Пелиссьером (затем к ним присоединился Фрэнк Айеро), группа подписала контракт с Eyeball Records и выпустила свой дебютный альбом I Brought You My Bullets, You Brought Me Your Love в 2002 году. На следующий год они подписали контракт с Reprise, а в 2004 году выпустили второй альбом Three Cheers for Sweet Revenge. Вскоре после выхода альбома Пелиссьер ушёл, и вместо него ударником стал Боб Брайар. Второй альбом достиг коммерческого успеха, был награждён платиновым статусом через год.
В 2006 году группа выпустила концептуальный альбом The Black Parade, который стал самым успешным в истории группы. Он снискал в целом благоприятные отзывы среди музыкальных критиков и получил двойной платиновый статус в США и Великобритании, единственный для группы. После ухода барабанщика Боба Брайара в марте 2010 года группа в ноябре того же года выпустила четвёртый студийный альбом, Danger Days: The True Lives of the Fabulous Killjoys, который также получил положительные отзывы критиков. Брайара заменили барабанщики Майкл Педикон и Джеррод Александер (на гастролях). В 2012 году в состав группы также вошёл сессионный клавишник Джеймс Дьюис, а также выпущен Conventional Weapons, сборник синглов, записанных в 2009 году. 22 марта 2013 года, через месяц после релиза последних двух песен из Conventional Weapons, группа объявила о распаде. После распада в марте 2014 года вышел сборник лучших песен под названием May Death Never Stop You. 23 сентября 2016 года был выпущен сборник The Black Parade/Living with Ghosts, представляющий собой переиздание The Black Parade, приуроченное к его десятилетию. Сборник включал в себя демо-версии и концертные записи би-сайдов с альбома The Black Parade, а также раннюю версию «Welcome to The Black Parade» под названием «The Five of Us Are Dying».
Группа воссоединилась в тайне от общественности в 2017 году, но объявила о возвращении только 31 октября 2019 года. Возвращение открывалось шоу, которое состоялось в Лос-Анджелесе 20 декабря 2019 года. Затем оно было расширено до небольшого тура по Австралии, Новой Зеландии и Японии. 29 января 2020 года группа объявила о североамериканском турне.

## История

### Формирование и дебютный альбом (2001—2002)
Члены группы родом из городов Беллвилль и Кирни в штате Нью-Джерси, кроме Боба Брайара, родившегося в Чикаго, штат Иллинойс. Название My Chemical Romance предложил басист группы, Майки Уэй, позаимствовав его из книги Ирвина Уэлша «Экстази: три истории о любви и химии» (англ. Ecstasy: Three Tales of Chemical Romance).
Первой песней, написанной MCR, стала «Skylines and Turnstiles» (написана Джерардом после терактов 11 сентября в Нью-Йорке, очевидцем которых он стал, это заставило его полностью пересмотреть свои взгляды на жизнь и заняться музыкой). Вскоре к группе присоединился гитарист Рэй Торо, старый приятель Джерарда. My Chemical Romance начинала репетировать на чердаке дома Мэтта, исполняя эмоциональные песни, и Майки Уэй, брат Джерарда, работавший тогда в Barnes & Noble, был настолько впечатлён репетициями, что решил научиться играть на бас-гитаре. Это удалось ему всего лишь за полгода, и вскоре он влился в состав группы.
Спустя три месяца после своего образования My Chemical Romance заключили контракт с Eyeball Records и приступили к записи дебютного альбома. Весь студийный процесс занял у них всего десять дней, с 15 по 25 мая 2002 года. Во время записи альбома к группе присоединился гитарист Фрэнк Айеро, до этого игравший в Pencey Prep, которые тоже записывались на Eyeball, но к тому моменту уже распались. My Chemical Romance сравнивали с Thursday. Обе группы — выходцы из Нью-Джерси, соседи по лейблу. Кроме того, продюсированием материала для I Brought You My Bullets, You Brought Me Your Love занимался вокалист Thursday Джефф Рикли (Geoff Rickly).

### Three Cheers for Sweet Revenge(2003—2006)
В 2003 группа подписала контракт с Reprise Records. После тура с Avenged Sevenfold группа начала работу над своим вторым альбомом Three Cheers for Sweet Revenge. Альбом вышел в 2004 и в течение года стал платиновым. С альбома было выпущено четыре сингла: «Thank You for the Venom», «I’m Not Okay (I Promise)», «Helena» и «The Ghost of You».
После концертов в Японии в августе 2004 Мэтт Пелиссьер был заменён Бобом Брайаром. Причиной ухода Мэтта назывались частые ошибки, которые он допускал во время концертов, из-за чего он постоянно конфликтовал с Рэем Торо. В начале 2005 года группа приняла участие в туре Taste of Chaos, а также на разогреве у Green Day во время их тура American Idiot. Позже они выступали по стране вместе с Alkaline Trio и Reggie and the Full Effect. В этом же году My Chemical Romance и The Used совместно записали кавер-версию хита Дэвида Боуи и Queen «Under Pressure», все средства от продажи которой пошли на благотворительные цели.
В марте 2006 года был выпущен бокс-сет Life on the Murder Scene (2 DVD/1 CD). В него вошли концертные выступления группы, видеоклипы и видео-дневник.

### The Black Parade(2006—2009)
В октябре 2006 года вышел третий альбом My Chemical Romance The Black Parade, спродюсированный Робом Кавалло (Rob Cavallo), известным по работе с Green Day. Альбом дебютировал на 2-м месте в британском хит-параде, уступив новому альбому Робби Уильямса Rudebox, и на 2-м месте в хит-параде журнала Billboard The Billboard 200, уступив саундтреку к диснеевскому телевизионному шоу Hannah Montana. В первую неделю в США альбом был продан тиражом 240 000 копий. Первый сингл с этого альбома, «Welcome to the Black Parade», возглавлял британский хит-парад две недели. В феврале 2007 группа отправилась в мировой тур, а в течение года вышло ещё три сингла: «Famous Last Words», «I Don’t Love You» и «Teenagers».

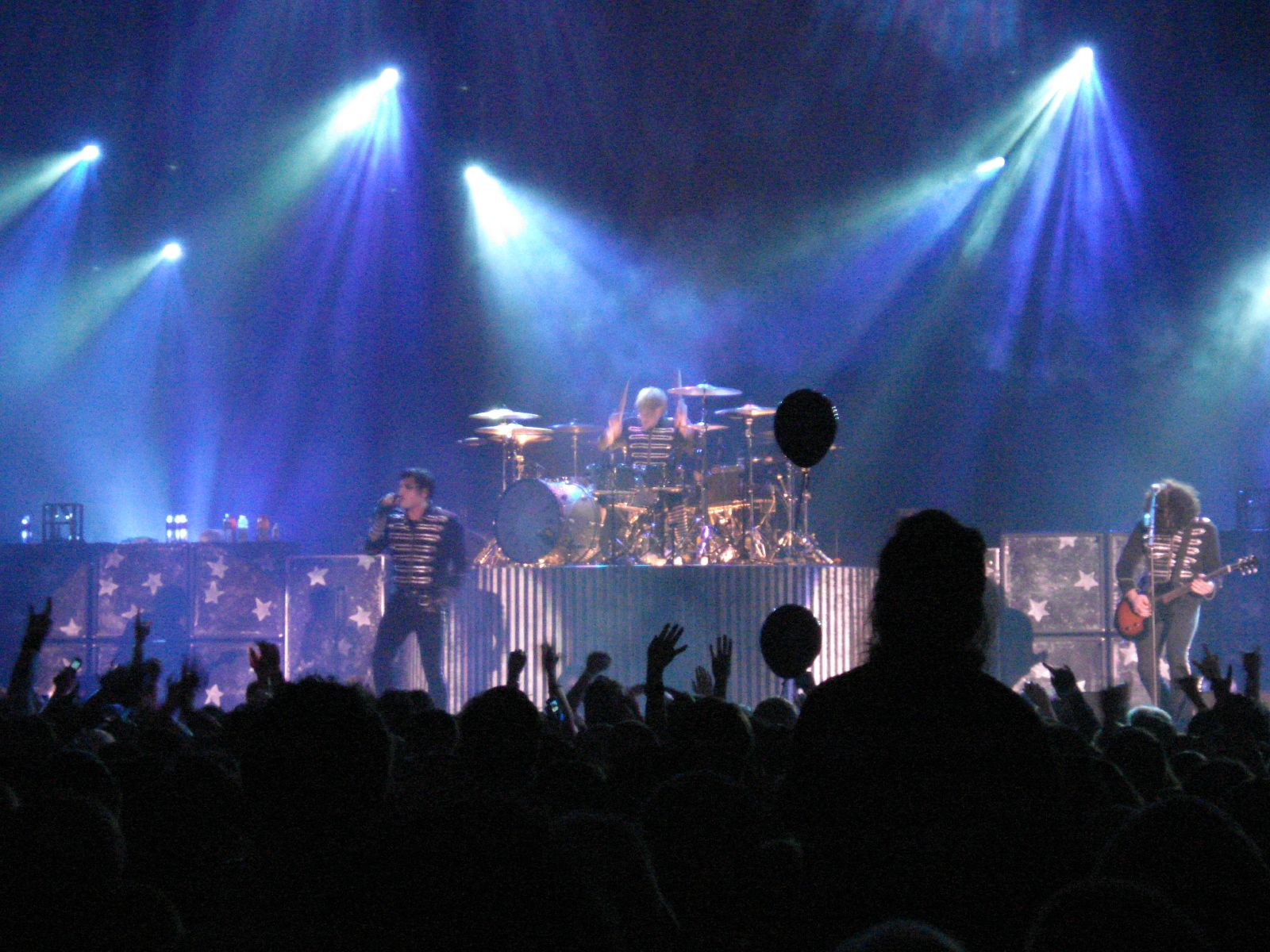
The Black Parade Is Dead!

Мировой тур My Chemical Romance завершился, а вместе с ним завершилась и жизнь альбома The Black Parade. 1 Июля 2008 года вышел второй CD/DVD концертный альбом под названием «The Black Parade Is Dead!». После чего группа взяла годовой отпуск.

### Danger Days: The True Lives of the Fabulous Killjoys(2010—2011)
3 марта 2010 года из официального сайта группы стало известно, что группу покинул барабанщик Боб Брайар.
22 ноября 2010 My Chemical Romance выпустили четвёртый студийный альбом Danger Days: The True Lives of the Fabulous Killjoys, спродюсированный, как и предыдущий диск, Робом Кавалло. Первый сингл «Na Na Na (Na Na Na Na Na Na Na Na Na)» вышел 2 сентября 2010 года. Премьера клипа на эту песню состоялась 14 октября на MTV. Композиция «Save Yourself, I’ll Hold Them Back», была выложена для свободного скачивания на официальном веб-сайте группы 5 ноября 2010. 17 ноября на MTV состоялась премьера видео на песню «Sing». Также с альбома было выпущено ещё два сингла: «Planetary (Go!)», «The Only Hope For Me Is You». Последний стал саундтреком к фильму «Трансформеры 3: Тёмная сторона Луны».

### Conventional Weaponsи распад (2011—2013)
Новым барабанщиком стал Джаррод Александер, который прежде был участником Death By Stereo и The Suicide File. Также группа объявила на Honda Civic Tour о том, что осенью 2011 года участники начнут записывать свой пятый альбом.
MCR отправилась в тур The World Contamination Tour. Вместо ушедшего из группы Боба Брайара место сессионного барабанщика занимал Майкл Педикон из группы The Bled, давний друг участников My Chemical Romance. 3 сентября 2011 года на официальном сайте группы появилась информация о том, что Майкл Педикон больше не является сессионным участником группы. Причиной «изгнания» из команды послужило воровство денег после концерта, прошедшего 1 сентября 2011 года. С поличным его поймал личный менеджер. Через несколько дней после инцидента Майкл Педикон написал о произошедшем в твиттер и рассказал, что на самом деле ситуация намного сложнее, чем кажется на первый взгляд. Но признался, что совершил ошибку и отметил, что не хотел обидеть группу и фанатов.
18 декабря 2011 года группа выпустила специальную композицию «Every Snowflake Is Different (Just Like You)» для телеканала Nick Jr. Это было частью специального шоу на Рождество.
14 сентября 2012 года Фрэнк Айэро анонсировал на сайте группы проект Conventional Weapons. Проект включал в себя 10 невышедших песен группы, которые были записаны в 2009 году. Каждый месяц группа выкладывала по две песни из альбома, начиная с октября 2012, заканчивая февралём 2013.

22 марта 2013 года стало известно о распаде коллектива. Они сказали на своем сайте:
Быть вместе на протяжении 12 лет было блестяще. Мы приехали в те места, в которых, мы думали, никогда не побываем. Мы получили столько опыта, о котором мы даже не думали. Мы делили сцену с людьми, которыми восхищаемся, с людьми, на которых равняемся, и, что самое главное, с нашими друзьями. И теперь, как и все великие дела, пришло время для его завершения. Спасибо за вашу поддержку и за то, что вы приняли участие в этом приключении.

### May Death Never Stop Youи история после распада (2013—2019)
25 марта 2014 года группа выпустила коллекцию своих известных хитов, и альбом назвали May Death Never Stop You, который также содержал невышедшие материалы. Композиция «Fake Your Death» стала доступной для прослушивания 17 февраля. Это единственная песня группы, в которой Джеймс Дьюис играл на клавишах.
После распада группы Джерард Уэй не перестал создавать музыку. Вокалист анонсировал свой дебютный соло альбом Hesitant Alien, выпущенный 29 сентября 2014 года в Великобритании, на день позже чем в США. Альбом был коммерчески успешным и занял 16-ю строчку в US Billboard 200.
20 июля 2016 года группа запостила на их официальных Твиттер и Фейсбук аккаунтах видео, где играло интро из песни «Welcome to the Black Parade», а в конце написана дата 9/23/16. Видео под названием «MCRX» также было опубликовано на их YouTube аккаунте. 23 сентября 2016 года, как и предполагалось, вышел микстейп группы The Black Parade/Living with Ghosts, который включал в себя все песни альбома The Black Parade и 11 демо и лайв-песен. За два месяца до релиза вышла ранняя версия трека «Welcome to the Black Parade», которую назвали «The Five of Us Are Dying».

### Возвращение (2019—н.в.)
Группа воссоединилась в тайне от общественности в 2017 году. 31 октября 2019 года был анонсирован концерт группы в Лос-Анджелесе 20 декабря 2019 года под названием «Return». Объявление сопровождалось подписями «Return» и «Like Phantoms Forever…».
Шоу, которое состоялось в Лос-Анджелесе, затем было расширено до небольшого тура по Австралии, Новой Зеландии и Японии.
29 января 2020 года группа объявила о североамериканском турне.
1 мая был объявлен перенос концертов в России и в Украине на 2021 год в связи с пандемией коронавируса.
13 мая 2022 года группа выпустила сингл «The Foundations of Decay».

## Музыкальный стиль
Различные критики относили My Chemical Romance к альтернативному року, эмо (что члены группы отрицают), и другим жанрам (поп-панку, панк-року, постхардкору). В частности, под характеристики этого стиля подходят первые два альбома группы.
Джерард Уэй неоднократно заявлял, что ему не нравится музыка эмо, и он против подобной классификации своей группы.

## Награды и номинации
| Год  | Номинированы за                | Награда                                                          | Итог      |
| ---- | ------------------------------ | ---------------------------------------------------------------- | --------- |
| 2005 | Three Cheers for Sweet Revenge | Kerrang! Awards 'Best Album'                                     | Победа    |
| 2005 | «Helena»                       | Kerrang! Awards 'Best Video'                                     | Победа    |
| 2005 | «Helena»                       | MTV Video Music Awards 'Best New Artist in a Video'              | Номинация |
| 2005 | «Helena»                       | MTV Video Music Awards 'Best Rock Video'                         | Номинация |
| 2005 | «Helena»                       | MTV Video Music Awards 'Best Choreography in a Video'            | Номинация |
| 2005 | «Helena»                       | MTV Video Music Awards 'MTV2 Award'                              | Номинация |
| 2005 | «Helena»                       | MTV Video Music Awards 'Viewer’s Choice'                         | Номинация |
| 2005 | My Chemical Romance            | TRL Italy Award 'Best New Artist'                                | Номинация |
| 2005 | My Chemical Romance            | Los Premios MTV Latinoamérica 'Best New Artist — International'  | Победа    |
| 2006 | My Chemical Romance            | Kerrang! Awards 'Best Band On The Planet'                        | Победа    |
| 2006 | My Chemical Romance            | TRL Award 2006 'Best Group That Actually Plays'                  | Победа    |
| 2006 | My Chemical Romance            | MTV Asia Awards 2006 'Favorite Rock Act'                         | Номинация |
| 2006 | My Chemical Romance            | MTV Asia Awards 2006 'Favorite Breakthrough Artist'              | Номинация |
| 2006 | «Helena»                       | MTV Asia Awards 2006 'Favorite Video'                            | Номинация |
| 2006 | My Chemical Romance            | Los Premios MTV Latinoamérica 'Best Rock Artist — International' | Победа    |
| 2007 | My Chemical Romance            | Kerrang! Awards 'Best International Band'                        | Победа    |
| 2007 | My Chemical Romance            | NME Awards 'Best International Band'                             | Победа    |
| 2007 | My Chemical Romance            | MTV Europe Music Awards 'Best Band'                              | Номинация |
| 2007 | My Chemical Romance            | MTV Europe Music Awards 'Rock Out'                               | Номинация |
| 2007 | My Chemical Romance            | MTV Europe Music Awards 'Best Inter Act'                         | Номинация |
| 2007 | «Welcome to the Black Parade»  | MTV Australia Video Music Awards 'Video of the Year'             | Номинация |
| 2007 | «Welcome to the Black Parade»  | MTV Australia Video Music Awards 'Best Rock Video'               | Номинация |
| 2007 | My Chemical Romance            | Los Premios MTV Latinoamérica 'Best Rock Artist — International' | Номинация |
| 2007 | My Chemical Romance            | MTV Video Music Brazil 'Best International Artist'               | Номинация |
| 2008 | The Black Parade               | Grammy Award 'Best Boxed or Special Limited Edition Package'     | Номинация |
| 2011 | «Na Na Na»                     | Kerrang! Awards 'Kerrang! Best Video'                            | Победа    |
| 2011 | «Na Na Na»                     | NME Awards 'Best Video'                                          | Победа    |
| 2011 | My Chemical Romance            | NME Awards 'Best International Band'                             | Победа    |
| 2011 | My Chemical Romance            | MTV Europe Music Awards 'Best Alternative'                       | Номинация |
| 2011 | My Chemical Romance            | MTV Europe Music Awards 'Best World Stage'                       | Номинация |

## Концертные туры

### 2000-е

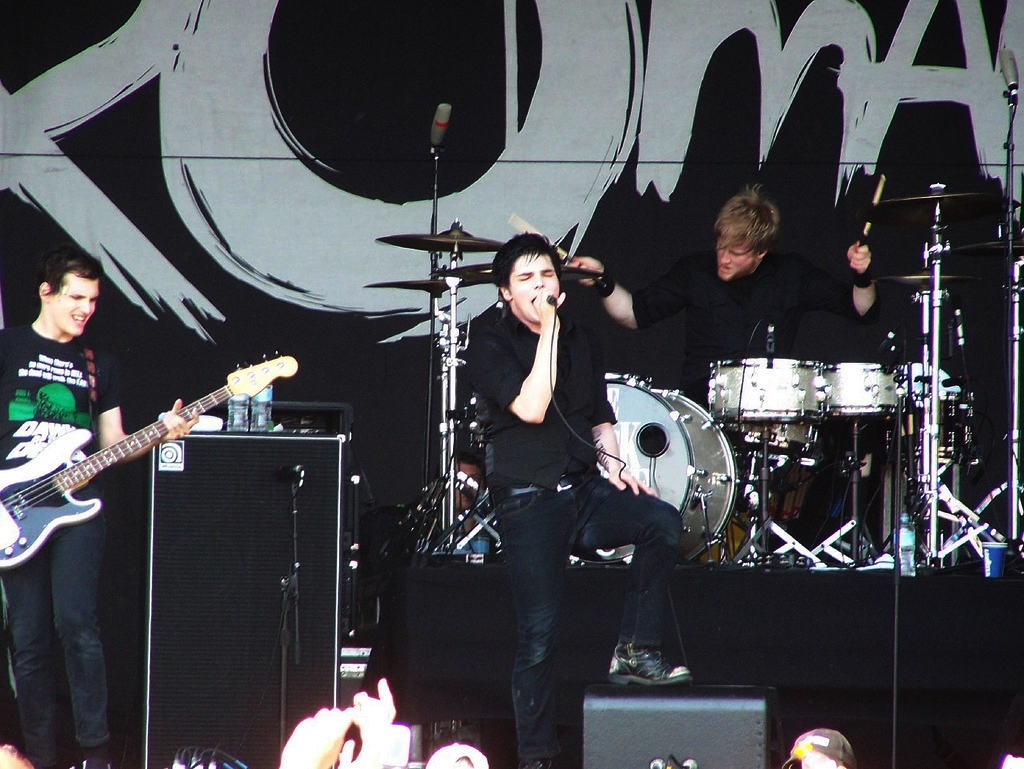
2007 год.

Группа сыграла во многих крупных турах 2005 года. Группа гастролировала с Green Day в 2005 году в рамках «Green Day Presents American Idiot Tour». Они также были частью Warped Tour в том же году. 
«Для многих детей это единственное, чего они ждут весь год. Они на это копят. Они видят все группы, которые им нравятся, в одном кадре» — сказал Джерард Уэй из The Warped Tour.
My Chemical Romance были одними из хедлайнеров главной сцены на «The Used on The Taste of Chaos tour», прежде чем начать свой первый хедлайнерский тур, просто названный «My Chemical Romance Tour». Тур стартовал 15 сентября в Огайо, остановившись в 30 местах в Соединенных Штатах, чтобы продвинуть свой альбом Three Cheers for Sweet Revenge. Этот тур ознаменовал начало тяжелой театральности, позже продемонстрированной во многих их живых шоу. Уэй выразил свои планы на тур в интервью MTV, сказав:

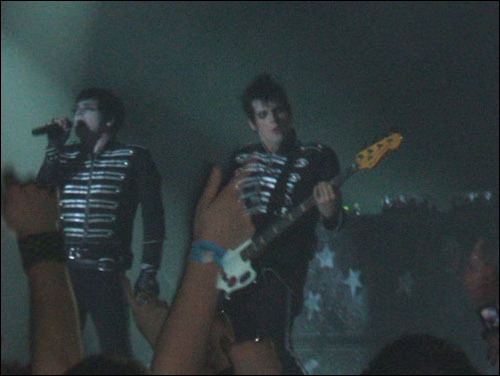
2007 год

«Мы говорили о том, чтобы пригласить танцоров для нашего тура хедлайнеров осенью, но это большое предприятие; у вас должен быть полный автобус танцоров. Мы всегда хотели устроить большой театральный тур. Но мы должны делать это поэтапно» 
Использование театральности было очевидно во время мирового турне The Black Parade, которое поддержало их одноимённый альбом. Тур включал 133 выступления по всему миру, включая три этапа в Северной Америке, один в Европе, Азии и Южной Америке и один на международном уровне.

### 2010-е
19 сентября 2010 года группа объявила о «The World Contamination Tour», которое проходило в некоторых частях Великобритании, Франции, Амстердаме и Германии.

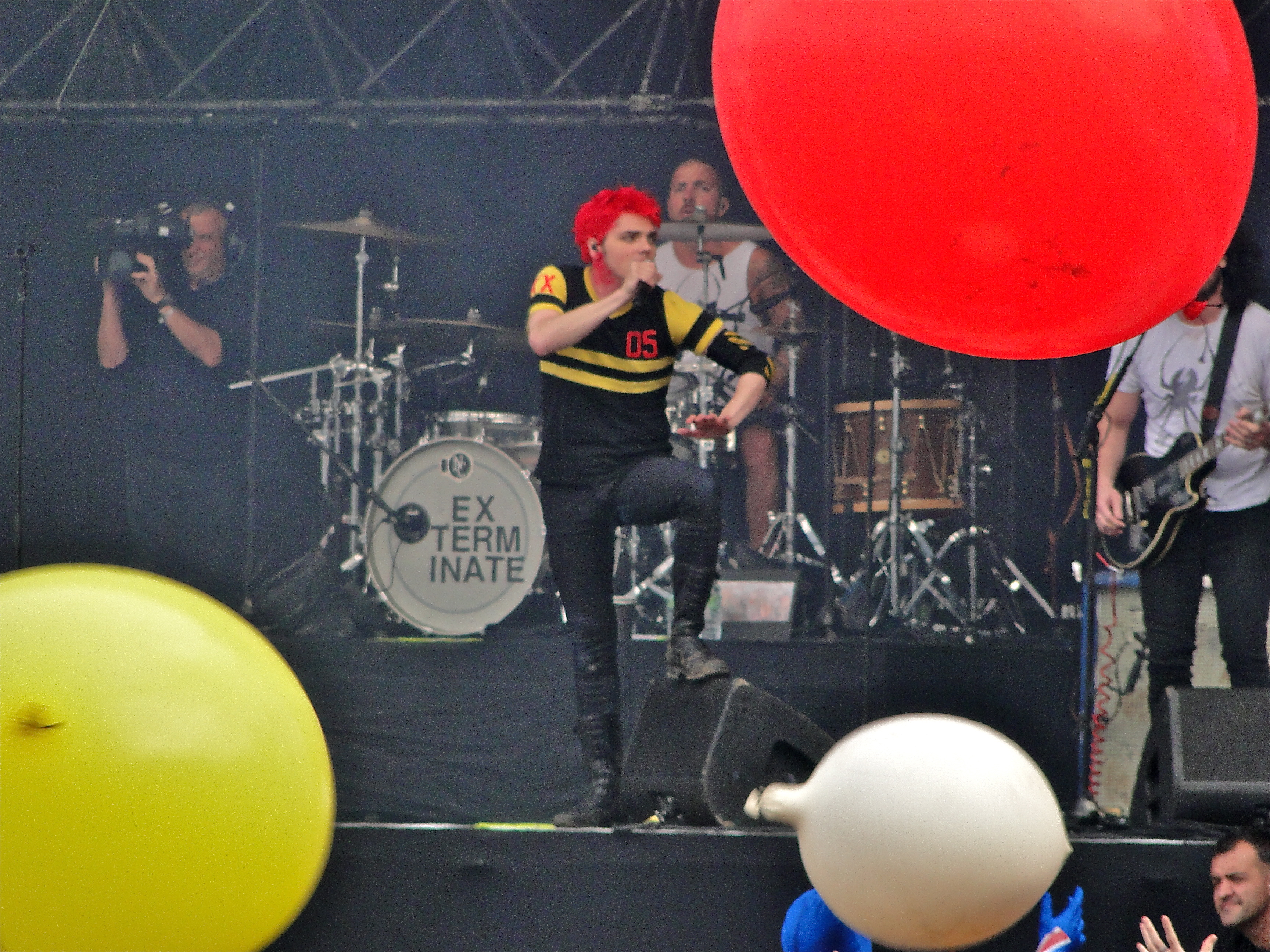
2011 год

Группа воссоединилась вне поля зрения общественности в 2017 году и объявила о возрождении группы 31 октября 2019 года, которое состоялось в Лос-Анджелесе 20 декабря 2019 года, продлив его до небольшого тура, состоящего из концертов в Австралии, Новой Зеландии и Японии неделей позже.

### 2020-е
28 января 2020 года группа объявила о планах дать три концерта в Милтон-Кинсе (Великобритания) 18, 20 и 21 июня 2020 года. 29 января 2020 года группа объявила о североамериканском турне.
В апреле 2020 года, из-за время пандемии COVID-19 группа перенесла свои концерты на 2021 год.

## Состав

### Состав
- Джерард Уэй — вокал (2001—2013, 2019-н.в)
- Рэй Торо — гитара, бэк-вокал (2001—2013, 2019-н.в)
- Майки Уэй — бас-гитара (2001—2013, 2019-н.в)
- Фрэнк Айеро — гитара, бэк-вокал (2002—2013, 2019-н.в)

### Сессионные музыканты
- Джаррод Александер — ударные (2011—2013, 2019-н.в)
- Джейми Муоберак — клавишные (2019-н.в)

### Бывшие участники
- Мэтт Пелиссьер — ударные (2001—2004)
- Боб Брайар — ударные (2004—2010, умер в 2024)

### Бывшие сессионные музыканты
- Джеймс Дьюис — клавишные, перкуссия, бэк-вокал (2007—2013)
- Майкл Педикон — ударные (2010—2011)

### Хронология
Timeline

## Дискография
- I Brought You My Bullets, You Brought Me Your Love (2002)
- Three Cheers for Sweet Revenge (2004)
- The Black Parade (2006)
- Danger Days: The True Lives of the Fabulous Killjoys (2010)

## Видеография
- Vampires Will Never Hurt You (2002)
- Honey, This Mirror Isn’t Big Enough For The Two Of Us (2003)
- I’m Not Okay (I Promise) (2004)
- Helena (2005)
- The Ghost of You (2005)
- Welcome to The Black Parade (2006)
- Famous Last Words (2007)
- I Don’t Love You (2007)
- Teenagers (2007)
- Desolation Row (2009)
- Na Na Na (Na Na Na Na Na Na Na Na Na) (2010)
- SING (2010)
- Planetary (Go!) (2011)
- Every Snowflake is Different (Just Like You) (2011)
- The Kids From Yesterday (2012)
- Blood (2014)